# Joaquín Barraquer
Joaquín Barraquer Moner (Barcelona, 26 de enero de 1927-Barcelona, 26 de agosto de 2016) fue un oftalmólogo español, Catedrático de cirugía ocular de la Universidad Autónoma de Barcelona .

## Biografía
Era hijo del profesor Ignacio Barraquer Barraquer, que fundó la Clínica Barraquer en 1941, y nieto del primer catedrático de oftalmología de la Universidad de Barcelona, el profesor José Antonio Barraquer Roviralta.
Estudió la carrera de medicina en la Universidad de Barcelona, licenciándose en 1951 y doctorándose en Madrid en 1954 con la tesis: Potenciación farmacodinámica en oftalmología. Fue presidente de la Sociedad Española de Oftalmología y catedrático de cirugía ocular de la Universidad Autónoma de Barcelona, presidente del Instituto Universitario Barraquer, director del Centro de Oftalmología Barraquer, presidente de la Fundación Barraquer y director-fundador del Banco de Ojos para Tratamientos de la Ceguera.

## Labor profesional
Su labor clínica, científica y docente estuvo centrada en la cirugía de la catarata y del glaucoma, cuyas innovaciones, en 1958, revolucionaron las técnicas quirúrgicas de la catarata del momento. Asimismo, se encuentra entre los pioneros del mundo respecto a la inclusión de lentes intraoculares para corregir la miopía y, además, es reconocida internacionalmente su aportación a los trasplantes de córnea, pues la clínica que lleva su nombre es un centro de referencia mundial en esta especialidad.
En cuanto a la investigación, impulsó la cátedra de investigación en oftalmología Joaquín Barraquer de la Universidad Autónoma de Barcelona, cuyo titular es su hijo el doctor Rafael Ignacio Barraquer Compte. Una de las principales líneas de investigación, que realizan en red con otros institutos extranjeros, es el remedio quirúrgico que permitirá sustituir el cristalino opacificado o con cataratas por un cristalino artificial que conserve las mismas funciones y posibilidades de acomodar la visión a cualquier distancia.
En 2003 constituyó la Fundación Barraquer para canalizar la labor de responsabilidad social corporativa que se impulsaba desde el Centro. Actualmente la Preside su hijo Rafael Ignacio Barraquer Compte, dando relevo a su hermana la doctora Elena Barraquer Compte. Su finalidad es contribuir a mejorar la salud visual de las personas sin acceso a cuidados sanitarios, conceder becas de formación y de investigación, así como contribuir con el Banco de Ojos.

## Reconocimiento
- Fue doctor honoris causa y profesor Honorario de once universidades y le otorgaron seis distinciones científicas, así como premios nacionales y 28 extranjeros.
- 10 de abril de 1987: doctor honoris causa por parte de la Facultad de Ciencias de la Salud de la Universidad Nacional Pedro Henríquez Ureña  de la República Dominicana (UNPHU).